# طلال القرقوري
طلال القرقوري، من مواليد 8 يوليو 1976 في الدار البيضاء بالمغرب، لاعب كرة قدم مغربي.يلعب حاليا ً مع نادي قطر القطري، ويعتبر المدافع الهداف في الدوري القطري الحالي.
سجل 7 أهداف مع نادي قطر في الدوري المحلّي
و قد لعب مع منتخب المغرب لكرة القدم
ولكن حدثت خلافات بينه وبين المدرب ولم يستدعيه بعدهآ للمنتخب..
رغم أنه يعتبر من أفضل المدآفعين في الكره المغربية ع مر تآريخهآ..
وقد كآن قائداً للمنتخب..
احترف في باريس سان جير مآن برفقه رونآلدينهو ثم آنتقل إلى الدوري الإنجليزي مع نآديي سآندرلاند وتشارلتون..
وهو يقضي موسمه الثالث مع نادي قطر القطري حالياً..
يتميز طلال بتركييزه العالي في المباراة وآيضاً هو مميز في اللعبات الهوآئيه بالإضافة إلى تسديد الكرآت الثابتة بعيده المدى..
وقد سجل في مرمى نادي النصر السعودي هدف من قرب منتصف الملعب في كآس العالم للآنديه..
حينما شارك الرجاء البيضاوي في تلك البطولة..

## النوادي
| النادي              | البلد   | السنة     |
| ------------------- | ------- | --------- |
| نادي الرجاء الرياضي | المغرب  | 1996-1999 |
| باريس سان جيرمان    | فرنسا   | 1999-2000 |
| أريس تسالونيكي      | اليونان | 2000-2001 |
| باريس سان جيرمان    | فرنسا   | 2001-2003 |
| نادي سندرلاند       | إنجلترا | 2003      |
| تشارلتون أثليتيك    | إنجلترا | 2004-2007 |
| نادي قطر            | قطر     | 2007-     |

## وصلات خارجية
- طلال القرقوري على موقع الاتحاد الدولي (مؤرشف)  (الإنجليزية)
- طلال القرقوري على موقع قاعدة بيانات كرة القدم.إي يو (الإنجليزية)
- طلال القرقوري على موقع ليكيب (الفرنسية)
- طلال القرقوري على موقع ناشيونال فوتبول تيمز (الإنجليزية)
- طلال القرقوري على موقع Soccerbase.com (لاعب) (الإنجليزية)
- طلال القرقوري على موقع عالم كرة القدم.نت (الإنجليزية)
- طلال القرقوري على موقع كووورة

- موقع كوورة